# Mistica
La mistica, e i relativi termini misticismo e misticità (che formalizzano la mistica in dottrine e pratiche), indicano quel sentimento di contemplazione, venerazione o adorazione della dimensione del sacro o della divinità, implicandone un'esperienza diretta al di là del pensiero logico-discorsivo. Questa condizione di intensa partecipazione al divino può interessare i sensi del corpo, o soltanto la sua parte immateriale e trascendente (talora chiamata anima), in forma sovra-razionale o persino irrazionale, dando luogo anche a stati vicini all'incoscienza (come la trance medianica), culminando infine con l'estasi.

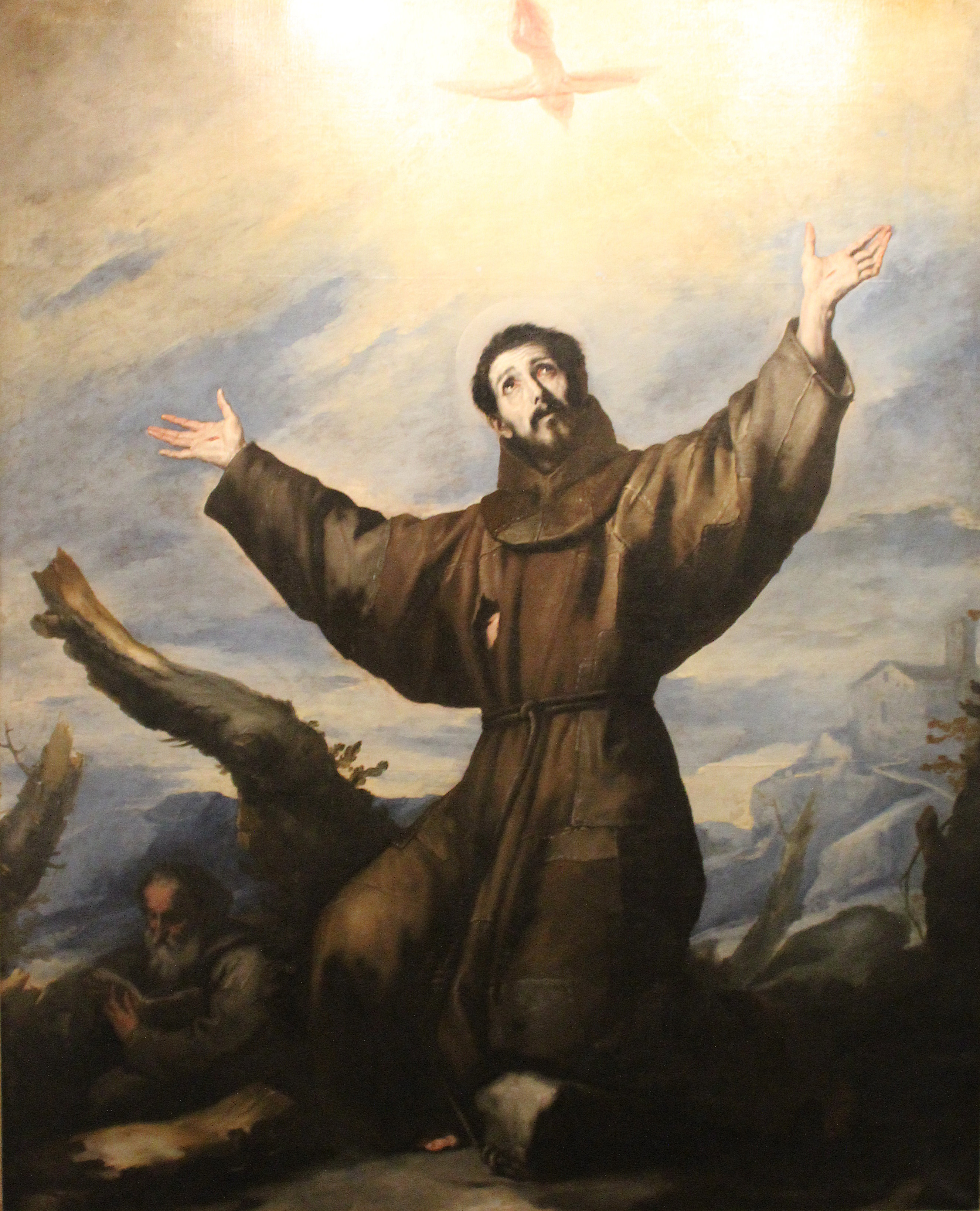
L'estasi mistica di San Francesco d'Assisi, circonfuso da una luce divina (dipinto di Jusepe de Ribera, 1642)

Come il credo spirituale e la pratica religiosa al quale sono collegate, resta oggettivamente difficile proporre una definizione sintetica e onnicomprensiva delle possibili esperienze mistiche, così come delle relative condizioni in grado di determinarle o predisporle.
L'esperienza mistica è in genere ritenuta possibile soltanto col necessario intervento di Dio, angeli, demoni, o di una qualche entità non umana o soprannaturale; alcune dottrine professano tuttavia che il singolo essere umano possa giungervi da solo mediante un cammino di ascesi, ed un sufficiente potenziamento delle proprie conoscenze e capacità magiche.

## Etimologia e storia del significato

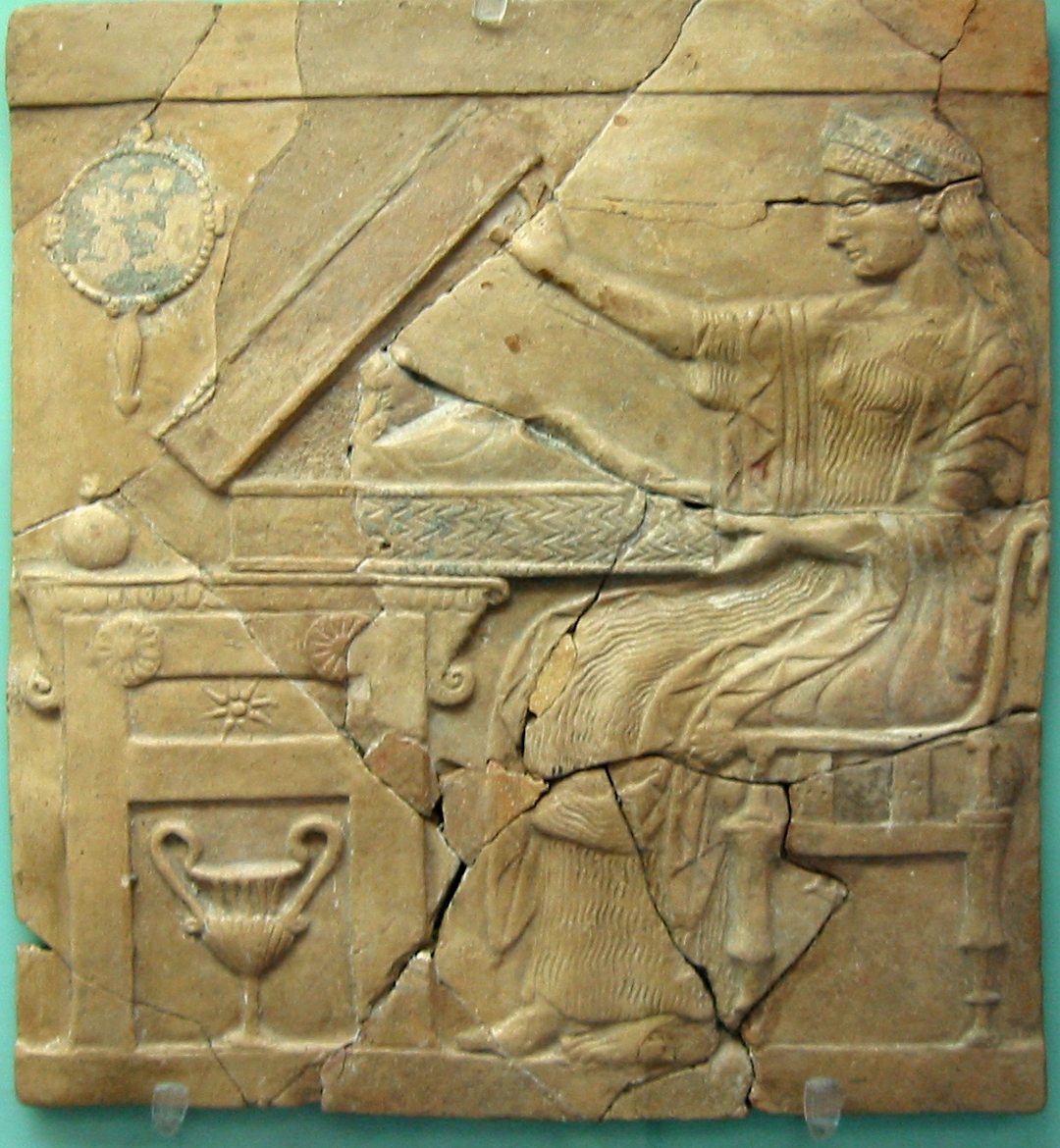
Persefone apre la cesta (λίκνον) mistica (μυστικών) contenente gli oggetti sacri propri dell'iniziazione. Pinax (πίναξ) rinvenuta nel santuario di Persefone a Locri, risalente al V sec. a.C. e conservata al Museo archeologico nazionale di Reggio Calabria.

L'italiano "mistico" deriva dal latino mystĭcus, derivante a sua volta dal greco antico mystikós (μυστικός) usato per indicare i misteri propri dei culti iniziatici, dato che mýstēs (μύστης) significava appunto «iniziato».
(Walter Burkert, Antichi culti misterici, 1987)
"Mistero" indicava dunque una cerimonia sacra di carattere segreto, passando poi a significare in italiano ciò che sfugge alle normali possibilità di conoscenza, ciò che è "enigmatico" o appunto "segreto".
L'etimologia di «mistico» attiene dunque alle antiche iniziazioni (in latino initiatio), ed ai termini greci mystikós, mystḕrion, mýstēs che nell'ambito delle religioni misteriche ineriscono alle relative "iniziazioni" cultuali, e alla loro concomitante "segretezza", ma il suo espresso riferimento alla contemplazione del "divino" lo si deve per la prima volta alla lettura che ne dà Plotino:
(Plotino, Enneadi, VI, 9, 11, traduzione di Giuseppe Faggin, Milano, Bompiani, 2004, pp. 1360-1)

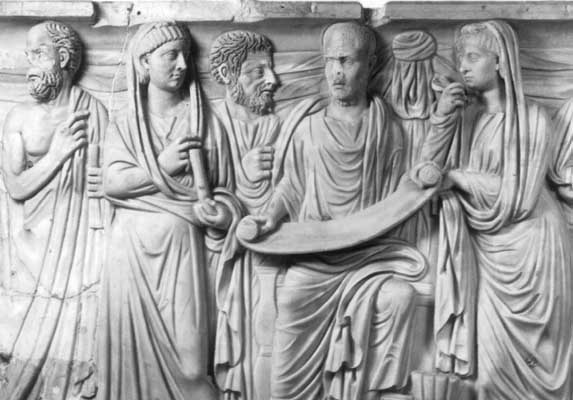
Plotino coi suoi discepoli

La categoria concettuale della mistica, sebbene preparata dagli antichi culti iniziatici, passa dunque in ambito neoplatonico a indicare l'avviamento alla contemplazione dell'Assoluto, da cui deriva la sua associazione con la pratica del silenzio, cioè l'apofatismo tipico della teologia negativa.
Analogamente Paolo di Tarso, che pure precede Plotino, e così i primi cristiani, si appropriano dei termini misterici riferendoli al loro nuovo culto: «Ognuno ci consideri come servi di Cristo e amministratori dei misteri di Dio».

Il primo autore che utilizza i termini relativi alla "mistica" in un senso puramente "spirituale" (avulso dai significati misterici precedenti) è Dionigi l'Areopagita, vissuto nel V-VI secolo, ritenuto uno scrittore cristiano e autore della Teologia mistica (Περὶ μυστικῆς θεολογίας), il quale presenta quelle nozioni proprie del tardo neoplatonismo in un linguaggio cristiano: 
ignoranza protenditi, per quanto è possibile, verso l'unione con colui che supera ogni essere e conoscenza. Infatti, mediante questa tensione irrefrenabile e assolutamente sciolto da te stesso e da tutte le cose, togliendo di mezzo tutto e liberato da tutto, potrai essere elevato verso il raggio soprasostanziale della divina tenebra.»
(Dionigi l'Areopagita, Teologia mistica (Περὶ μυστικῆς θεολογίας), I, 997 B-1000 A; traduzione di Piero Scazzoso, p. 602-604.)
Il trasferimento dei lemmi riguardanti la mistica, riferiti al "divino", dall'alveo neoplatonico pagano a quello cristiano operato da Dionigi l'Areopagita, il quale l'addita come vertice della teologia in quanto consente di giungere all'Assoluto, ovvero al Dio trinitario, per mezzo di paradossi che intendono superare i limiti del pensiero logico-discorsivo, sarà ampiamente ereditato dalle Chiese cristiane greche e orientali.
Questa separazione dall'antico contesto esoterico proseguirà nel Medioevo, in cui il misticismo neoplatonico riformulato da Agostino divenne una prerogativa soprattutto della scuola francescana di San Bonaventura, basata sulla superiorità dell'intuizione sulla razionalità, e in Germania della mistica renano-fiamminga di Johannes Eckhart.
Il teologo Jean de Gerson (1363-1429), cancelliere della Sorbona, definì, nel XV secolo, la teologia mistica come «una conoscenza sperimentale di Dio, ottenuta abbracciando l'amore unitivo».

## Mistica e religione

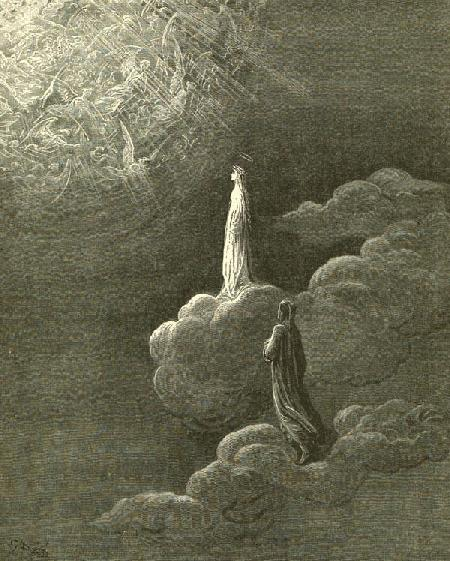
Un'illustrazione di Gustave Doré del paradiso dantesco, che raffigura la visione mistica delle anime beate.

In tutte le grandi religioni del mondo si rinvengono correnti mistiche. Fondate sulla ricerca personale e sul contatto diretto col divino, come ad esempio nel pietismo, tali correnti possono talora apparire sovversive ed in contrasto con le istituzioni delle Chiese, e se da un lato queste ultime potevano a volte reprimere o guardare con sospetto ai movimenti estremistici od ai singoli esponenti di una teologia ritenuta "eretica", è vero anche che tutte le Chiese hanno eletto mistici come i massimi esempi della propria fede.
Come scrive Giordano Berti nel Dizionario dei Mistici, «ogni religione è in grado di offrire diverse strade mistiche, che possono assumere toni estremi, persino aberranti, ma che corrispondono evidentemente a una necessità interiore» (si pensi solo alle penitenze cui si sottopongono certi monaci medioevali, alle torture sciamaniche, ai prolungati digiuni degli asceti induisti e jainisti). La mistica dunque può essere al tempo stesso un fattore di contatto oppure di netto distacco fra le diverse religioni proprio perché è relativa a differenti bisogni spirituali, in parte innati e in parte indotti dalle culture e dalle tradizioni locali.
Comune alle varie esperienze mistiche è l'estasi, uno stato di beatitudine che giunge dopo una progressiva separazione sia dalla conoscenza sensibile sia da quella razionale, fino alla perdita dell'"io" che, trasumanandosi o annichilendosi, si identifica nel "tutto", venendo rapito in Dio o nell'anima del cosmo (indiamento). Secondo alcuni mistici l'estasi può essere anche raggiunta spontaneamente, improvvisamente e senza cause apparenti. Gli episodi di estasi spontanea sono le apparizioni ai semplici pastorelli come i momenti fondanti nel percorso di un grande maestro o, addirittura, di una religione.
(Esodo 3:2)
Terra di mistici è poi in particolare l'India, culla di svariate esperienze spirituali connotate da contemplazione estatica e devozione interiore, tra cui quella di Adi Shankara, fondatore della'Advaita Vedānta. Riguardo la genesi della spiritualità mistica, in ambito antropologico sono state distinte tre fasi dello sviluppo di una religione:
1. Il primo stadio è quello primitivo, nel cui contesto Levy-Bruhl parla di "partecipazione mistica", dove il divino è semplicemente presente ovunque, nelle piante, nei fiumi, nella terra, in cielo, negli animali, in ogni cosa e non vi sono distinzioni nella coscienza umana.
2. Il secondo stadio è il momento creativo, a seguito di una rottura con lo stato primordiale, per cui diventa necessaria una ricomposizione, e nella quale le energie sono rivolte allo sviluppo dei temi e dei miti relativi: la mistica non ha un ruolo in questa fase perché le energie sono dedicate alla costruzione.
3. Quando però una religione ha raggiunto ormai un impianto consolidato, una diffusione ed una istituzionalizzazione con gerarchie e riti, in quel momento si sente il distacco dal contatto originale con il divino e lo si ricerca di nuovo, per colmare il baratro che si è venuto a creare. E si sviluppano le mistiche[13].

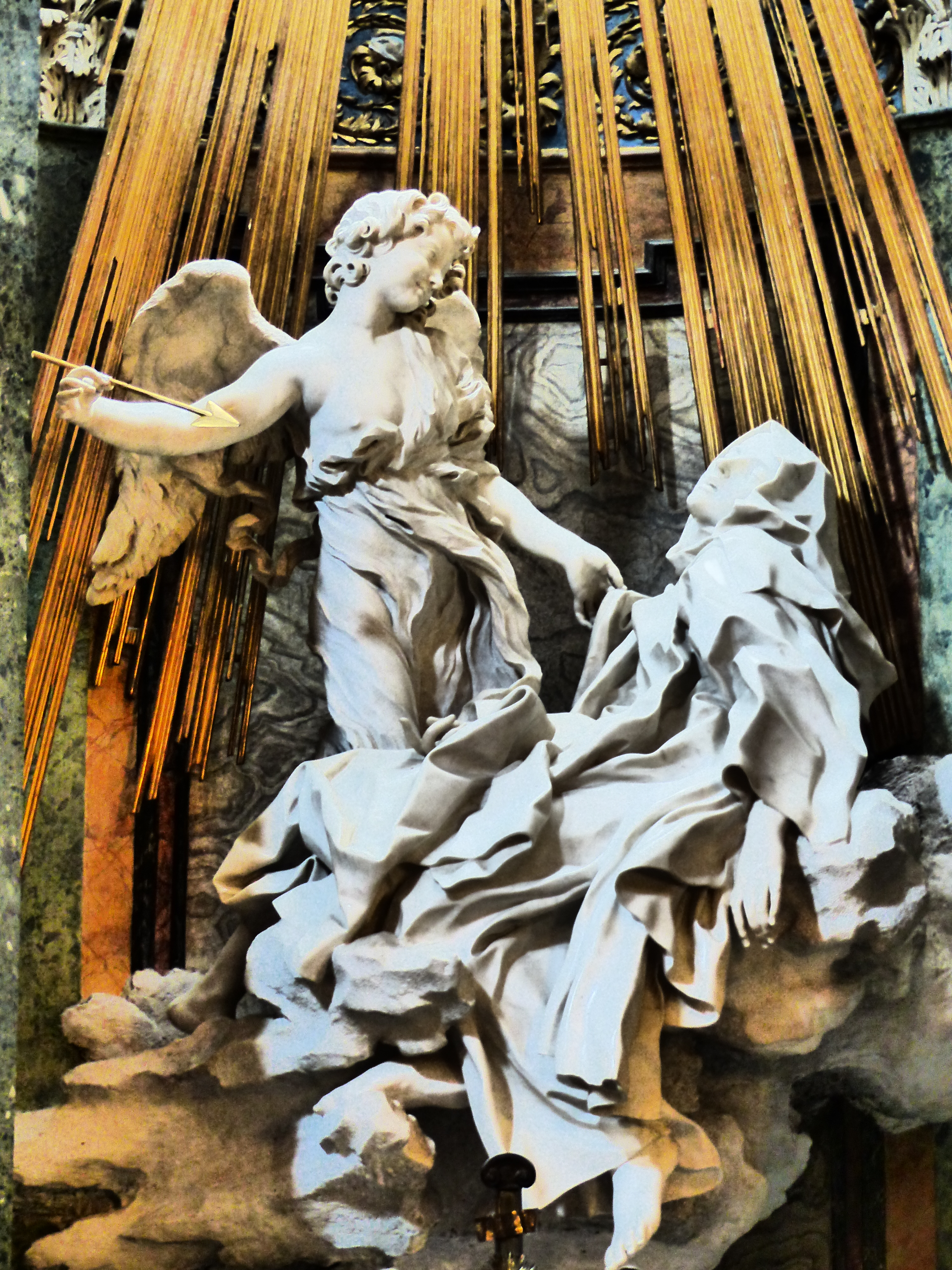
L'estasi mistica di Santa Teresa d'Avila, circonfusa da raggi di luce divina (scultura di Gian Lorenzo Bernini, 1647)

I mistici possono avere comportamenti semplicemente anticonformisti o estremi. Nei primi secoli del cristianesimo gli stiliti vivevano sulle colonne una vita di digiuno e di preghiera, mentre i maestri zen impartivano insegnamenti con azioni che sfidavano apparentemente ogni logica.
- Nel cristianesimo fin dai primi tempi si ritrovano correnti mistiche, alcune integrate e altre osteggiate come eretiche, come lo gnosticismo in Asia minore, ed in Egitto i Padri del deserto. Nell'Ortodossia sono ammesse forme di ricerca mistica come l'esicasmo. In ambito cattolico, tra le personalità mistiche si possono ricordare Ildegarda di Bingen, Meister Eckhart, Teresa d'Avila, Giovanni della Croce, in quello protestante Jakob Böhme; ma la mistica non disdegna gli umili, per esempio la piccola Bernadetta di Lourdes. San Tommaso d'Aquino, la cui opera non è certo di stampo mistico, pure sembra avere vissuto alcune intense esperienze mistiche verso la fine della sua vita[15] riportate anche nel famoso inno Adoro te devote. Nel 1900 si è sviluppata in Italia una corrente mistica all'interno del movimento pentecostale guidata da Domenico Zaccardi.
- Nell'ebraismo, la cabala è la corrente esoterica che affonda le radici negli stessi luoghi e negli stessi tempi della formazione delle correnti mistiche cristiane ma si sviluppa vigorosamente dal X secolo in poi (Abramo Abulafia), vi è poi cassidismo nato in Polonia nel XVIII secolo e l'anomalo movimento del sabbatianesimo di Sabbatai Zevi nel XVII secolo.
- Nell'islam, le correnti mistiche si raccolgono attorno al sufismo, ma tutta la religione ha una impronta mistica. Le personalità: Al Ghazali, Gialal al-Din Rumi, Ibn Arabi
- Il manicheismo si strutturava in classi dove potevano diventare sacerdoti solo i predestinati scegliendo una via di ascesi.
- Il buddhismo basato gnosticamente sulla ricerca individuale ha consentito lo sviluppo di correnti mistiche come, ad esempio, lo Zen.
- Nelle religioni dei popoli primitivi, lo sciamanesimo consente il contatto diretto con le divinità; spesso tramite l'utilizzo di sostanze psichedeliche. Riti quali quello dei misteri elusini, derivano probabilmente da questa antica tradizione di incontro tra l'essere umano e l'immemore e trascendentale universo della pura coscienza, raggiungibile in pochi minuti dopo aver assunto una delle sostanze psichedeliche dette "classiche". Sostanze aliene al corpo non sono strettamente necessarie per il raggiungimento di certi risultati sulla coscienza, ma sicuramente sono una via molto veloce, potente e non duratura. La meditazione viene utilizzata per raggiungere effetti simili a quelli di sostanze quali dimetiltriptammina.

Oltre alle teologie e le religioni, la mistica ha influenzato vari campi del sapere prescientifico, dall'arte ermetica alla teosofia, all'alchimia, e poi la psicologia con Carl Gustav Jung. Nella musica un esempio è Arturo Benedetti Michelangeli.

## Misticismo ed esoterismo
Misticismo ed esoterismo, talora identificati in quanto modi di vivere la spiritualità, differiscono in realtà su vari aspetti messi in evidenza da alcuni autori. Sebbene l'etimologia di misticismo rimandi (come visto sopra) ai misteri dei culti iniziatici, il suo significato attuale ha perso attinenza con la dimensione esoterica dell'iniziazione, per passare ad indicare un'esperienza individuale più o meno sognante di partecipazione al divino, priva di riflessione critica o di riferimenti a un contesto scientifico-dottrinale.
Tale esperienza, che risulta pertanto di difficile comunicazione, può anche rientrare nell'ambito di una specifica religione, adottandone i simboli e le mitologie, ma le sue caratteristiche restano di natura profana o exoterica, cioè contrapposte alla via esoterica (o iniziatica), per accedere alla quale viceversa è richiesta una forma di sapere approfondito, solitamente appannaggio di una cerchia ristretta di adepti.
(René Guénon, Considerazioni sull'iniziazione, pp. 18-19)
Da una diversa prospettiva, Rudolf Steiner chiama il misticismo «filosofia del sentimento», perché esso cerca di usare come strumento di conoscenza non il sapere concettuale ma il sentire. In tal modo esso eleva impropriamente un elemento dal valore puramente soggettivo a principio universale. Essendo una forma primordiale di spiritualità, il misticismo non è rinnegare ma semmai da integrare con lo sviluppo della conoscenza esoterica.

## Mistica e politica
Anche in ambito politico, affinché un ideale o un indirizzo spirituale possa illuminare la condotta di un partito o di una nazione, si è dato luogo a correnti di pensiero come quelle della mistica fascista e del misticismo nazista.

## Elenco di mistici
Cristianesimo
- Giovanni apostolo ed evangelista - I secolo
- Paolo di Tarso - I secolo
- Santa Perpetua - I secolo
- San Giovanni Climaco - VI secolo
- Isacco di Ninive - VII secolo
- Simeone il nuovo teologo - X-XI secolo
- Ildegarda di Bingen - XI-XII secolo
- Bernardo di Clairvaux - XII secolo
- Lutgarda di Tongres - XII-XIII secolo
- Francesco d'Assisi - XII-XIII secolo
- Jacopone da Todi - XIII secolo
- Bonaventura da Bagnoregio - XIII secolo
- Caterina da Siena - XIV secolo
- Gertrude di Helfta - XIV secolo
- Brigida di Svezia - XIV secolo
- Meister Eckhart - XIV secolo
- Heinrich Suso - XIV secolo
- Johannes Tauler - XIV secolo
- Jan van Ruusbroec - XIV secolo
- Angela da Foligno - XIV secolo
- Giuliana di Norwich - XV secolo
- Camilla da Varano, ossia sr. Battista - XV secolo
- Caterina de' Vigri - XV secolo
- Ludovica Albertoni - XV secolo
- Niklaus von Flüe - XV secolo
- Teresa d'Avila - XVI secolo
- San Giovanni della Croce - XVI secolo
- Pasquale Baylón - XVI secolo
- Ignazio di Loyola - XVI secolo
- Maria Maddalena de' Pazzi - XVI secolo
- Anna di San Bartolomeo - XVI secolo
- Miguel de Molinos - XVII secolo
- Angelus Silesius - XVII secolo
- Maria di Gesù di Ágreda - XVII secolo
- Veronica Giuliani - XVII-XVIII secolo
- Gerardo Maiella - XVII-XVIII secolo
- Serafina Brunelli - XVII-XVIII secolo
- Jeanne Bouvier Guyon - XVIII secolo
- Anna Katharina Emmerick - XVIII-XIX secolo
- Domenico Lentini - XVIII - XIX secolo
- Papa Pio VII - XVIII - XIX secolo
- Maria Cira Destro (Serva di Dio) - XVIII - XIX secolo
- Catherine Labouré - XIX secolo
- Maria del Divino Cuore Droste zu Vischering - XIX secolo
- Bernadette Soubirous - XIX secolo
- Pierre Teilhard de Chardin - XIX secolo
- Mariam Baouardy - XIX secolo
- Teresa di Lisieux - XIX secolo
- Teresa Neumann - XIX-XX secolo
- Marta Robin - XIX-XX secolo
- Elisabetta della Trinità - XIX-XX secolo
- Don Orione - XIX-XX secolo
- María Maravillas de Jesús - XIX-XX secolo
- Edith Stein - XIX-XX secolo
- Padre Pio da Pietrelcina - XIX-XX secolo
- Gemma Galgani - XIX-XX secolo
- Teresa di Gesù di Los Andes - XX secolo
- Maria Barba - XIX-XX secolo
- Pavel Aleksandrovič Florenskij - XIX-XX secolo
- Elena Aiello - XIX-XX secolo
- Maria Bolognesi - XX secolo
- Madeleine Delbrêl - XX secolo
- Thomas Merton - XX secolo
- David Maria Turoldo XX secolo
- Jacques Fesch - XX secolo
- Pierina Gilli - XX secolo
- Faustina Kowalska - XX secolo
- Alessandrina di Balazar - XX secolo
- Vangelia Pandeva Dimitrova - XX secolo
- Consolata Betrone - XX secolo
- Suor Lucia di Fátima - XX secolo
- Itala Mela - XX secolo (dottrina dell'Inabitazione Trinitaria)
- Maria Valtorta - XX secolo
- Simone Weil - XX secolo
- Adrienne von Speyr - XX secolo
- Maria Simma - XX-XXI secolo
- Divo Barsotti - XX-XXI secolo
- Natuzza Evolo - XX-XXI secolo
- Anna Maria Cànopi - XX-XXI secolo
- Chiara Lubich - XXI secolo

Ebraismo
- Akiva ben Joseph - (I secolo)
- Abramo Abulafia - (XIII secolo)
- Moses di Burgos - (XIII secolo)
- Isaac ben Solomon Luria - (XVI secolo)
- Sabbatai Zevi - (XVII secolo) (definito "falso messia")
- Nachman di Bratislava - (XVIII secolo)
- Mosè Luzzatto - (XVIII secolo)
- Abraham ben Isaac di Granada - (XIII secolo)
- Abraham Isaac Kook - (1864 - 1935)
- Martin Buber - (1878 - 1965)

Islam
- Dhu l-Nun al-Misri - IX secolo
- Al-Hallaj - IX secolo-X secolo
- Abd al-Qadir al-Gilani - XI-XII secolo
- Al Ghazali - XII secolo
- Sana'i di Ghazna XII secolo
- Farid al-Din al-Attar - XII-XIII secolo
- Ibn Arabi - XII-XIII secolo
- Abu l-Hasan al-Shadhili - XIII secolo
- Jalāl al-Dīn Rūmī - XIII secolo
- Farid al-Din 'Attar - XIII secolo
- Bahā ad-Dīn Naqshbandī - XIV secolo
- Hafez - XIV secolo

Induismo
- Shankara - IX secolo
- Rāmānuja - XII secolo
- Rāmānanda - XIII secolo
- Lalla - XIV secolo
- Chaitanya - XVI secolo
- Ramakrishna - XIX secolo
- Vivekananda - XX secolo
- Yogananda - XX secolo
- Shivananda - XX secolo
- Prajapita - XX secolo
- Bhaktivedanta Prabhupada - XX secolo
- Jaggi Vasudev - XX secolo

Sikhismo
- Guru Nanak Dev - XVI secolo
- Kabīr - XVII secolo
- Guru Arjan - XVII secolo

Buddhismo
- Aśvaghoṣa - I secolo
- Bodhidharma - VI secolo
- Zhìyǐ - VI secolo
- Guàndǐng - VI secolo
- Huìnéng - VIII secolo
- Śāntideva - VIII secolo
- Saichō - IX secolo
- Anuruddha - X secolo
- Milarepa - XII secolo
- Eihei Dōgen Zenji - XIII secolo
- Nichiren -  XIII secolo
- Tsongkhapa - XIV secolo
- Tulku Urgyen Rinpoche - XX secolo

Taoismo
- Lao Tze - VII-VI secolo a.C.
- Zhang Daoling - II secolo
- Lu Tzu

Jainismo
- Mahavira noto anche come Vardhamana - VI-V secolo a.C.
- Hemacandra - XII secolo

Shintoismo
- Nakayama Miki - XIX secolo
- Deguchi Nao - XIX-XX secolo
- Kawate Bunjiro - XIX-XX secolo
- Kitamura Sayo - XX secolo
- Okada Mokichi - XX secolo

Altri
- Osho (1931-1990)
- Sri Aurobindo (1869-1916)
- Bahaullah - XIX secolo